# 希布察克部
希布察克部，又译奇卜察克部、乞卜察克部、吉布察克部、希察克部、西布查克部、希皮察克部等，清代新疆的一个布鲁特部落，属西布鲁特，布鲁特即今柯尔克孜族。乾隆年间归附清朝，在南疆西部卡伦内外游牧，归喀什噶尔参赞大臣管辖，头领品级由喀什噶尔参赞大臣奏放。

## 族源
“希布察克”即“钦察”，史书中又作“可弗叉”、“乞卜察兀”、“克普恰克”等，突厥重要支系。钦察人原在额尔齐斯河流域游牧，11世纪向西扩展至黑海、里海以北广大地区，即后世所称“钦察草原”。钦察部后来逐渐融合于中亚地区的多个民族之中，蒙古、柯尔克孜、乌孜别克、哈薩克族等民族中皆有其分支。柯尔克孜族中的钦察部在清代被称为“希布察克”、“克布察克”、“奇卜察克”、“吉布察克”等。

## 历史

### 阿其睦时期
乾隆二十年（1755年）春，清朝乘准噶尔汗国内乱，派定北将军班第率军出征准噶尔。准噶尔汗国浑台吉达瓦齐由首都伊犁南逃乌什，被乌什伯克霍集斯擒获并送至清军大营，准噶尔汗国灭亡。乾隆二十年六月，班第派遣白山派和卓波罗尼都南下招服喀什噶尔和叶尔羌，希布察克部由额穆尔率队随行。乾隆二十一年（1756年），配合清军剿灭准噶尔汉国的阿睦尔撒纳叛乱，波罗尼都之弟霍集占乘机到南疆说服波罗尼都也发动叛乱，是为大小和卓之亂。因听闻波罗尼都有加害的计划，额穆尔率随四百余户逃往安集延。
乾隆二十三年（1758年）开始，清朝出兵天山南路对大小和卓叛乱进行镇压。乾隆二十四年（1759年），希布察克部被清军收降，该部首领“比”阿其睦分别由定边将军兆惠等在闰六月二十日，参赞大臣阿里衮在七月三日先后奏请赏以五品顶戴，并让其在阿里衮军中作为向导追剿霍集占。乾隆二十四年八月，霍集占首级被呈献清军大营，阿其睦等人曾被要求确认霍集占首级。乾隆二十四年（1759年）九月，阿其睦因“向导大军”被授为散秩大臣以统领布鲁特诸部，是唯一被授以该职衔的布鲁特人。阿其睦胞弟额森因出征巴达克山被授予五品顶戴花翎，另一个胞弟巴克提则出任色勒库尔部布鲁特的比。
乾隆二十五年（1760年）九月，叶尔羌办事大臣新柱和阿克蘇辦事大臣舒赫德按照乾隆帝此前将阿其睦补授为回城阿奇木伯克的命令，将阿其睦任命为阿喇古阿奇木伯克。阿喇古为喀什噶尔所属地方，其阿奇木伯克原定品级为六品，阿其睦作为從二品的散秩大臣，以原衔管理阿奇木伯克事务。乾隆二十六年（1761年）正月，阿其睦由阿喇古阿奇木伯克被调授为塔什密里克阿奇木伯克，为四品阿奇木伯克。塔什密里克因与布鲁特接壤，更利于阿其睦兼理布鲁特与回部事务。此外，清廷还在喀什噶尔赏给阿其睦一处果园作为其到喀什噶尔的驻地。
乾隆二十六年（1761年）三月庚子，额穆尔率逃亡安集延的希布察克部内附归来，出任希布察克部的比，并被清朝授予其三品顶戴。乾隆二十六年（1761年）四月，喀什噶尔参赞大臣舒赫德在奏言要求叶尔羌、喀什噶尔两城大臣在处理外藩事务时，应会同熟悉外藩事务的阿其睦及英吉沙尔阿奇木伯克素勒坦和卓商酌。乾隆三十年（1765年），阿其睦同阿瓦勒（冲巴噶什部比）等率布鲁特兵协助清军平定乌什回乱，并因而受到嘉奖。在边疆事务方面，阿其睦曾负责树立纪功碑、安置归附布鲁特、牧放官牛、查拿抢掠牲畜罪犯、前往什克南交涉等。乾隆三十九年（1774年）八月，叶尔羌办事大臣玛兴阿将希布察克部迁移至于外布鲁特相邻地区驻守要隘。
乾隆四十九年（1784年）闰三月，波罗泥都之子萨木萨克因在撒马尔罕的生活窘迫，暗中派人给喀什噶尔寄信以获取援助。喀什噶尔阿奇木伯克鄂斯璊获知此事后，让喀什噶尔办事大臣保成上奏清廷，提出借机引诱萨木萨克回国剿除的计划。清高宗乾隆帝则认为用计剿除不成体统，主张将其诱捕后押送北京，按照霍集斯旧例赏给职衔。当时额穆尔被鄂斯璊查出私自留宿萨木萨克的信使托克托素丕等人，额穆尔担心被鄂斯璊查办，私自将托克托素丕打死，且为脱罪与阿其睦、英吉沙尔阿奇木伯克阿里木等人控告鄂斯璊曾与萨木萨克通信。经保成审讯，认为额穆尔、阿其睦对鄂斯璊的控告“俱属诬妄”。阿其睦等人不服，又到乌什参赞大臣绰克托处控告。乾隆帝知晓后，要求保成、绰克托及伊犁将军伊勒图将阿其睦、阿里木、额穆尔押解京城处理，并一度因保成、绰克托未果断执行谕令而责备他们。绰克托则率阿奇木等人从乌什前往喀什噶尔与鄂斯璊质对，被乾隆帝斥为想消弭此事，将绰克托革职。四月初，保成将阿其睦缉拿后押解热河。随后，额穆尔和阿里木被处决，阿其睦则有旧功且已年老被判斩监候。乾隆帝还在阿其睦被押解北京后赏赐生计、住房，并让其家人到北京与其相聚。
乾隆四十九年（1784年）四月下旬，阿其睦之子燕起在父亲被捕后携部众外逃，清军则在冲巴噶什、额德格讷、喀尔提锦、奈曼的协助对其展开抓捕。乾隆四十九年五月，燕起被额德格讷部的叶尔铁拜擒获，随后该部阿哈拉克齐穆拉特将其释放，最终在乾隆五十二年（1787年）八月被清军擒获。阿其睦的另一子、燕起的弟弟鄂布拉三则仍在外逃，清军在阿其睦侄子昆楚克等人的协助下对其进行追捕但并未直接拿获，最终由浩罕伯克那尔巴图将其抓捕。

### 多连祖孙三代
乾隆四十九年（1784）五月，乾隆帝下令要求在布鲁特各部落分别设比管理，不再设如阿其睦那样统领各部的总比。境内布鲁特的19个鄂拓克均各设一比，分别管理互不统辖，其中希布察克部的比为多连。多连原本率部在卡伦内驻牧，属下牧民因阿其睦获罪之事逃遁至境外，后被多连追回安抚，因此被清廷授予四品顶戴花翎，原属阿其睦的仆人也被赏与多连。乾隆五十年（1785年），清廷因多连“奋勉效力”，授予三品顶戴花翎。乾隆五十一年（1786年），清廷赏给多连土地、房屋，并每年赏给150腾格。
喀什噶尔参赞大臣明亮在乾隆五十七年（1792年）四月初二日的奏本，多连因病去世之后，其子图尔第迈莫特承袭希布察克部比职位，并继承了多连的房屋。《回疆通志》记载，清廷曾每年赏给图尔第迈莫特7500文钱（与其父的150腾格等值）。据《西陲总统事略》记载，图尔第迈莫特在嘉庆十二年（1807年）时享有二品顶戴花翎。嘉庆二十年（1815年）八月，图尔第迈莫特的结义兄弟、塔什密里克黑山派阿訇孜牙墩因为将其白山派妻室搬至塔什密里克受阻挠而起事叛乱，携众焚烧马厂、戕害官兵，后逃至卡外。喀喇沙尔办事大臣永芹带兵出卡追捕，擒获部分起事者。嘉庆帝后来让伊犁将军松筠专门负责处理此事，图尔第迈莫特配合松筠将孜牙墩等人擒获，但松筠在办案过程中认为图尔第迈莫特为孜牙墩同谋，奏请将其处以死刑。嘉庆帝认为这一判决有疑点，于是密令长龄进行调查，但未等到长龄查办完成，图尔第迈莫特便被松筠处决。经长龄调查，图尔第迈莫特并未真正参与孜牙墩叛乱，嘉庆帝因此将松筠革职。
图尔第迈莫特冤死后，妻子木巴喇克逃出卡伦，阿仔和卓、热仔、胡则等儿子逃亡至浩罕，儿子阿则依被清朝地方政府监禁。嘉庆二十一年（1816年）九月，木巴喇克自行回国，清廷便让其领回儿子阿则依，仍让其在卡内原游牧地方居住，图尔第迈莫特原有随比房屋也将被清廷重新给予他们母子。萨木萨克次子张格尔在嘉庆二十五年（1820年）八月率众侵犯卡伦时，胡则等人便参与其中。
图尔第迈莫特被枉杀后，希布察克部进一步衰落，布鲁特诸部也更加与清朝离心。受此事及阿其睦家族获罪的影响，张格尔在道光四年至七年（1824-1827年）回疆发动叛乱时，布鲁特人多不愿出力协助清军，甚至部分布鲁特人参与到叛乱之中。张格尔之乱被平定后，奉命处理善后事宜的钦差大臣那彦成在道光八年（1828年）开始收抚外逃来归的布鲁特人，他派人联系阿仔和卓等人表示收抚之意。道光八年（1828年）十月，阿仔和卓派遣弟弟热仔到喀什噶尔向清廷献马投诚，并表示并未参与张格尔叛乱，希望清廷可以让他们返回原本驻牧的地方居住。清廷赏给热仔六品顶戴花翎，并承诺在阿仔和卓率部归来后仍给予其父原本的二品顶戴花翎。道光九年（1829年）春正月丁未，阿仔和卓携众返回喀什噶尔。希布察克部式微后，其显要地位逐渐为冲巴噶什、奇里克等部所取代。

### 思的克时期
同治四年（1863年），希布察克部布鲁特首领、塔什密里克阿奇木伯克思的克在牌素巴特回庄金相印等人的支持下攻入被喀什噶尔白山派头目托乎提马木提占据的喀什噶尔回城，推翻并驱逐了托乎提马木提，自称“喀什噶尔帕夏”（喀什王）。割据库车的热西丁和卓安排哈提甫西征，遭思的克抵制，最终于1864年初冬退回乌什:461。1864年9月，思的克派金相印等人前往浩罕，计划迎回波罗尼都后裔以巩固统治。1865年1月，浩罕将军阿古柏携波罗尼都曾孙布素鲁克来到喀什噶尔，不久将思的克驱逐，思的克出城后组织的几次反攻均被阿古柏击败，思的克残部被彻底逐出新疆。
直至1878年，清朝收复新疆，希布察克等十四个部落皆从境外归国。

## 吉尔吉斯斯坦关于疑似图尔额依格尔的记载
今天吉尔吉斯斯坦及苏、俄对当地柯尔克孜族口传史的研究中，记录了希布察克鄂拓克（乌鲁乌）中有着疑似“图尔”（تور）和疑似“额依格尔”（ايعىر）的两个爱曼（乌鲁克），瓦西里·拉德洛夫版《玛纳斯》中也有着疑似“图尔-额依格尔”（tor-ayγïr）的地名，今日吉尔吉斯斯坦北部亦存在同名村庄，哈萨克斯坦亦存在同名湖泊。然而，图尔额依格尔部属鄂拓克（乌鲁乌），且还存在着“图尔格依格尔”这一清代汉译，极其类似“突厥畏兀儿”的合音（ türɣïyγïr）在满文中的转音，不过在今天的柯尔克孜语中，布鲁特提依特部畏兀儿提依特爱曼（ۇيعۇر تەيئت）和部爱曼中“畏兀儿”一词均读作（ uyγur），未展唇化。
目前，未见任何可靠来源将“tor(u)-ayγïr”、“türɣïyγïr”或任何其他类似读音与清代布鲁特的图尔额依格尔部联系起来，不应将这些概念混同。